# Dendrolimus himalayanus
Dendrolimus himalayanus is een vlinder uit de familie van de spinners (Lasiocampidae). De wetenschappelijke naam van de soort is voor het eerst geldig gepubliceerd in 1964 door Tsai & Liu.